# 이줌 집단 무덤
이줌 집단 무덤에 관한 문서이다.

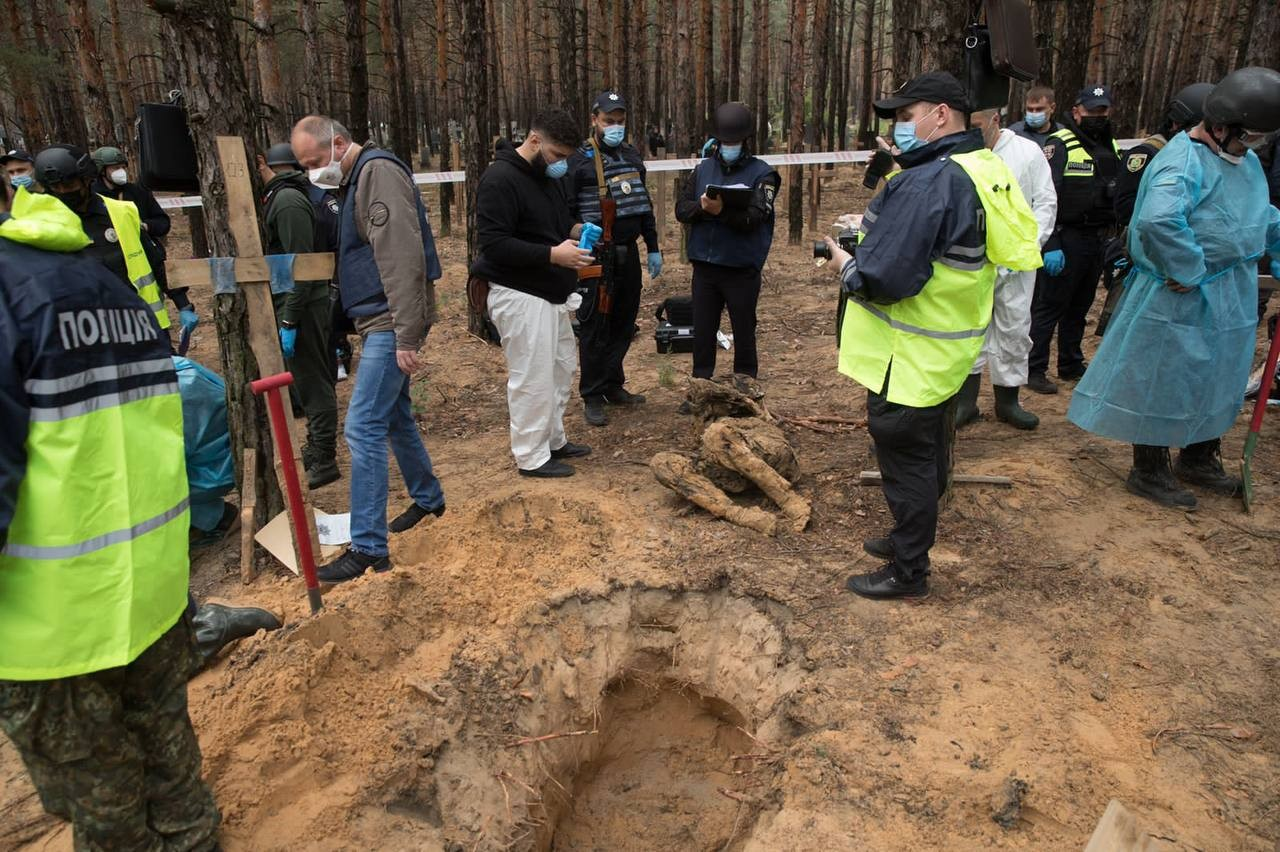

2022년 9월 15일, 러시아의 우크라이나 침공 당시 우크라이나군이 탈환한 후 우크라이나 이줌 인근 숲에서 최소 440구의 시신이 있는 한 곳을 포함해 여러 개의 대규모 무덤이 발견되었다. 무덤에는 러시아군에 의해 살해된 사람들의 시체가 들어 있었다. 우크라이나 정부는 러시아의 이줌 점령과 전투 과정에서 1000명 이상이 사망한 것으로 추정하고 있다.
우크라이나 조사관에 따르면 현장 중 한 곳에서는 민간인 시신 414구(남성 215명, 여성 194명, 어린이 5명)와 군인 22명 등 447구의 시신이 발견됐다. 사망자 대부분은 폭력적인 죽음의 흔적을 보였고 30명은 목에 밧줄이 감겨 있고 손이 묶인 채 팔다리가 부러지고 성기 절단이 이루어진 등 고문과 즉결 처형의 흔적을 보였다. 다른 사람들은 포격과 의료 서비스 부족으로 사망했을 수도 있다.
9월 26일, 볼로디미르 젤렌스키 우크라이나 대통령은 "수백 명이 묻혀 있는" 집단 무덤 두 곳이 더 발견됐다고 말했다.

## 같이 보기
- 부차 학살
- 러시아의 우크라이나 침공에서 러시아가 저지른 전쟁 범죄